# 구 제주도청사
구 제주도청사(舊 濟州道廳舍)는 대한민국 제주특별자치도 제주시 이도2동에 위치한 건축물이다. 1952년 건립되어 제주도청으로 사용되었다가 1980년부터 제주시청으로 사용되고 있다. 현관 포치(porch)와 그 상부 3층 높이의 탑이 정면성을 강조하고 있으며, 건물 좌우의 창호 부분을 돌출시켜 건물의 입면에 변화를 주었다. 한국전쟁 중에 건립된 건물로서는 건축적 완성도가 높으며, 이후 1960년대 말까지 제주도에 세워지는 관청 건물의 전형이 되었다. 2005년 4월 15일 대한민국의 국가등록문화재 제155호로 지정되었다.

## 연혁
구 제주도청사는 1951년 11월에 건립이 결정되어, 1951년 12월 8일 기공하고 1952년 11월 30일에 준공되었다. 2층 벽돌 건물로 1955년 10월 본 건물 앞의 넓은 터에 공설 운동장을 개설하였는데, 지금은 운동장 자리에 건물이 들어차 있다. 1980년 4월 11일까지 제주도청사로 사용되었고, 이후 제주도청이 신청사로 이전하면서 현재 제주시청 본관으로 사용되고 있다. 근래에 동쪽으로 2층 규모의 별관을 짓고 연결하였다.

## 참고 자료
- 구 제주도청사 - 국가유산청 국가유산포털